# Eberhard Cersne
Eberhard von Cersne est un chanoine et poète allemand de Minden qui vivait aux environs de l'année 1400.
Il est notamment l'auteur d'un poème terminé en 1404, dont le sujet est l'amour courtois : Der Minne Regel. Ce poème est parmi les premiers écrits du Moyen Âge mentionnant un certain nombre d'instruments de musique, dont le clavicymbolum (clavecin) et le clavichordium (clavicorde). La seule copie manuscrite (vers 1450) subsistant de ce poème se trouve à la Nationalbibliothek de Vienne. 
Hormis Der Minne Regel, on conserve 20 autres poèmes (« Minnelieder ») de Cersne. 
Son œuvre ne connut pas de diffusion importante, étant écrite dans un dialecte bas allemand propre à une région éloignée des principaux centres littéraires de l'époque.

## Sources, bibliographie
1. André Pirro, Les clavecinistes, Paris, Henri Laurens, coll. « Les musiciens célèbres », 1924, 125 p., page 6
2. (en) Frank Hubbard, Three centuries of harpsichord making, Cambridge, Massachusetts, Harvard University Press, 1967, 373+41 (ISBN 0-674-88845-6), page 165
3. (en) Edwin Ripin, Howard Schott, John Barnes, Grant O'Brien, William Dowd, Denzil Wraight, Howard Ferguson et John Caldwell, Early keyboard instruments, New York, W. W. Norton & C°, coll. « The New Grove Musical Instruments Series », 1989, 3e éd., 313 p. (ISBN 0-393-30515-5), page 143
4. (en) Edward L. Kottick, A history of the harpsichord, Bloomington, Indiana University Press, 2003, 1re éd., 557 p. (ISBN 0-253-34166-3, lire en ligne), page 12
5. (de) Hanns Neupert, Das Cembalo : Eine geschichtliche und technische Betrachtung der Kielinstrumente, Cassel, Bärenreiter-Verlag, 1956, 3e éd., 98+16, page 13